# Mauritánia az 1992. évi nyári olimpiai játékokon
Mauritánia a spanyolországi Barcelonában megrendezett 1992. évi nyári olimpiai játékok egyik részt vevő nemzete volt. Az országot az olimpián 1 sportágban 6 sportoló képviselte, akik érmet nem szereztek.

## Atlétika
Férfi
| Versenyző                | Versenyszám | Előfutam      | Előfutam      | Előfutam      | Negyeddöntő | Negyeddöntő | Negyeddöntő | Elődöntő | Elődöntő | Elődöntő | Döntő         | Döntő         |
| Versenyző                | Versenyszám | Idő           | Hely.         | Össz.         | Idő         | Hely.       | Össz.       | Idő      | Hely.    | Össz.    | Idő           | Helyezés      |
| ------------------------ | ----------- | ------------- | ------------- | ------------- | ----------- | ----------- | ----------- | -------- | -------- | -------- | ------------- | ------------- |
| Noureddine Ould Ménira   | 100 m       | 11,22         | 7.            | 70.           | kiesett     | kiesett     | kiesett     | kiesett  | kiesett  | kiesett  | kiesett       | kiesett       |
| Boubout Dieng            | 200 m       | 22,75         | 7.            | 76.           | kiesett     | kiesett     | kiesett     | kiesett  | kiesett  | kiesett  | kiesett       | kiesett       |
| Samba Fall               | 400 m       | 50,91         | 7.            | 65.           | kiesett     | kiesett     | kiesett     | kiesett  | kiesett  | kiesett  | kiesett       | kiesett       |
| Chérif Baba Aidara       | 800 m       | 1:56,41       | 6.            | 50.           |             |             |             | kiesett  | kiesett  | kiesett  | kiesett       | kiesett       |
| Sid'Ahmed Ould Mohamedou | 10 000 m    | nem ért célba | nem ért célba | nem ért célba |             |             |             |          |          |          | kiesett       | kiesett       |
| Mohamed Ould Khalifa     | Maraton     |               |               |               |             |             |             |          |          |          | nem ért célba | nem ért célba |